# Hoán vị lập phương Rubik
Hoán vị Lập phương Rubik là số các vị trí có thể của các khối ghép nhỏ trên Rubik chỉ dựa trên xoay hình. Có hai loại Rubik là Rubik chẵn (có số ô mỗi cạnh chẵn) và Rubik lẻ (có số ô mỗi cạnh lẻ).
- Rubik chẵn
- Rubik bỏ túi Rubik này chỉ có khối đỉnh nên được xét riêng (xem Rubik bỏ túi).
- Các Rubik chẵn
- Rubik lẻ